# Zorzines shikokuensis
Zorzines shikokuensis là một loài bướm đêm trong họ Noctuidae.